# Emniyet-Fatih (métro d'Istanbul)
Pour les articles homonymes, voir Fatih.
Emniyet-Fatih est une station de la ligne M1 du métro d'Istanbul, en Turquie. Située sous le boulevard Adnan Menderes Vatan (Adnan Menderes Vatan bulvarı, en turc), elle est inaugurée le 3 septembre 1989 avec l'ouverture de la ligne.